# Abhishek Nain
Pour les articles homonymes, voir Nain.
Abhishek Nain est un joueur de hockey sur gazon indien évoluant au poste d'attaquant au Punjab National Bank et avec l'équipe nationale indienne,.

## Biographie
Abhishek est né le 15 août 1999 dans l'état d'Haryana.

## Carrière
Il a fait ses débuts le 8 février 2022 contre la France à la 3e saison de la Ligue professionnelle (2021-2022).

## Palmarès
- : 3e à la Ligue professionnelle 2021-2022